# 麗文文化事業機構

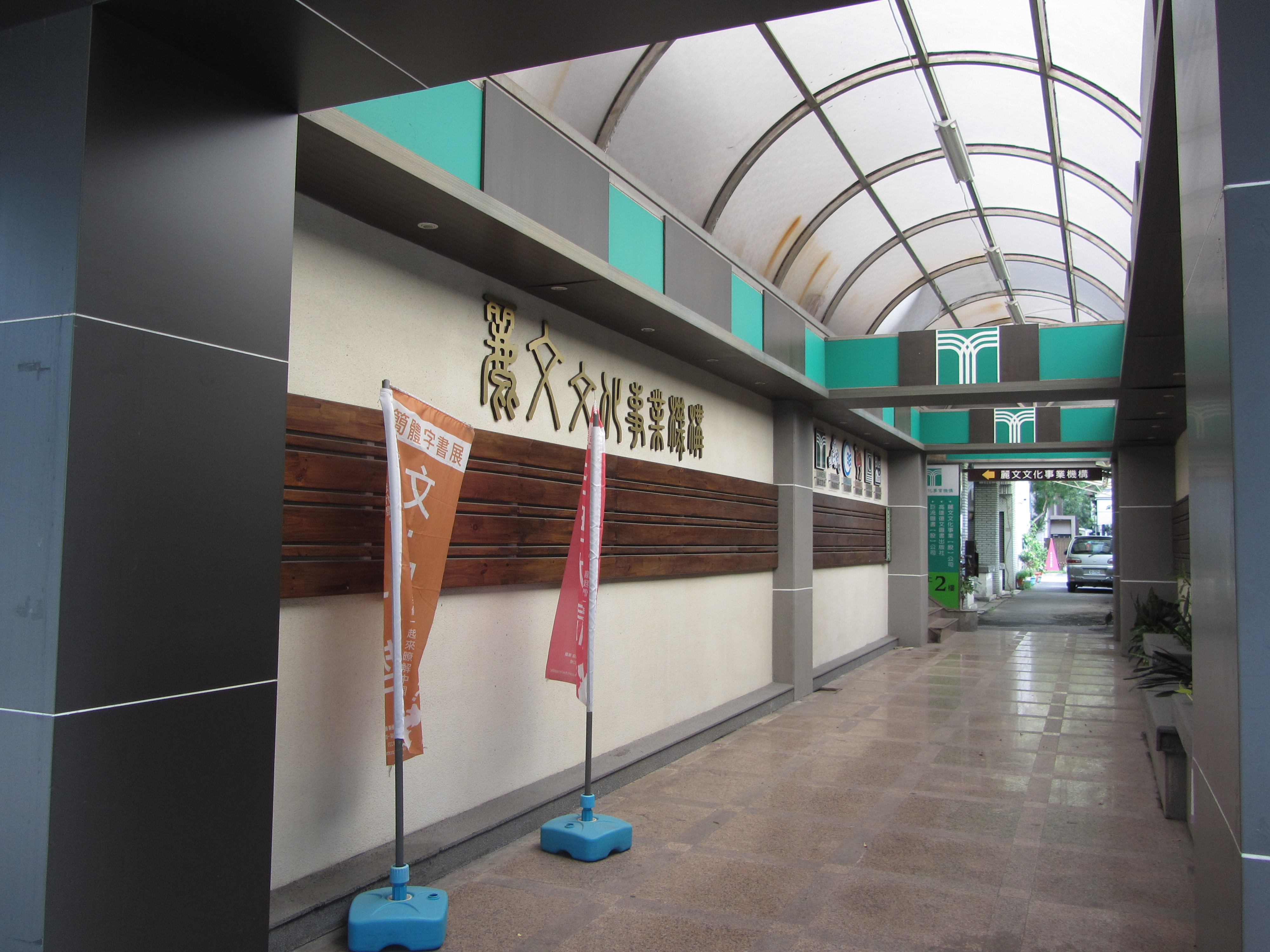
麗文文化事業機構總部

麗文文化事業機構（Liwen Publishing Group），為臺灣出版公司，簡稱麗文文化，正式成立於1992年。其前身為1976成立的高雄復文書局以及後來的高雄復文圖書出版社。現旗下以麗文文化事業有限公司為主體，另有巨流圖書公司、駱駝出版社、可諾外文書店等子單位，並在國立高雄師範大學、國立高雄大學、國立中山大學、國立中正大學、國立政治大學、國立陽明交通大學交大校區等23間公私立大學院校設有直營書店。

## 發展初期
1976年，楊麗源、蘇清足夫婦婚後於臺灣省立高雄師範學院旁開設「高雄復文書局」，以販售大學用書為主要服務；而後跨足圖書出版領域，成立「高雄復文圖書出版社」。復文書局長期以校園書店為發展主力，提供大學師生用書需求，逐步拓展至國立中山大學、國立中正大學、國立東華大學等地，而形成今日的規模。

## 跨足出版
因為長期提供大學用書服務，為擴大服務層面，便成立高雄復文圖書出版社，開始出版大學教授的學術著作、教科書、升等論文等書籍。1992年，以楊麗源及兒子楊宏文之名取名，成立麗文文化事業有限公司，採取專業出版的走向，出版領域以教育學、語言學、文學、史學、哲學為主。

## 擴充版圖
1999年，因巨流圖書公司創辦人熊嶺預備回家鄉浙江嘉善辦學，麗文文化決定併購巨流圖書。楊麗源保留巨流圖書原有的商標與名稱，持續發行巨流原版的圖書，並擴大翻譯外國學術著作，出版台灣人文學術論著，納為巨流名下的出版品。同年，麗文文化也收併駱駝出版社，採取類似的模式，保留原名及多數原版圖書，唯不再發行新書。合併巨流與駱駝之後，麗文文化的出版領域進而涵蓋社會學、傳播學、政治學、經濟學、語言文字、古今文學等等。
2005年，麗文文化擴充原有的進口部門，成立可諾外文書店代理進口原文書籍。2007年又成立藍海文化，出版資訊科技類的圖書。

## 校園書局
| 縣市   | 地點   | 名稱                  |
| 高雄市 | 苓雅區 | 麗文校園書局-高師店   |
| 高雄市 | 大樹區 | 麗文校園書局-義大店   |
| 高雄市 | 三民區 | 麗文校園書局-高醫店   |
| 高雄市 | 鼓山區 | 麗文校園書局-中山店   |
| 高雄市 | 鳥松區 | 麗文校園書局-正修店   |
| 高雄市 | 三民區 | 麗文校園書局-高科大店 |
| 高雄市 | 燕巢區 | 麗文校園書局-義醫店   |
| 高雄市 | 燕巢區 | 麗文校園書局-高科燕店 |
| 高雄市 | 楠梓區 | 麗文校園書局-高大店   |
| 高雄市 | 燕巢區 | 麗文校園書局-高燕店   |
| 台南市 | 歸仁區 | 麗文校園書局-長榮店   |
| 台南市 | 仁德區 | 麗文校園書局-嘉藥店   |
| 台南市 | 永康區 | 麗文校園書局-南臺店   |
| 台南市 | 永康區 | 麗文校園書局-崑山店   |
| 台南市 | 中西區 | 麗文校園書局-南大店   |
| 台南市 | 東區   | 麗文校園書局-成大店   |
| 台中市 | 西屯區 | 麗文校園書局-僑光店   |
| 嘉義縣 | 民雄鄉 | 麗文校園書局-中正店   |
| 雲林縣 | 虎尾鎮 | 麗文校園書局-虎尾店   |
| 南投縣 | 草屯鎮 | 麗文校園書局-南開店   |
| 新竹市 | 東區   | 麗文校園書局-交大店   |
| 新北市 | 淡水區 | 麗文校園書局-淡大店   |
| 台北市 | 文山區 | 麗文校園書局-政大店   |
| 花蓮縣 | 壽豐鄉 | 麗文校園書局-東華店   |

## 外部連結
- 麗文文化事業機構（页面存档备份，存于）